# Царицынский проезд
Цари́цынский прое́зд — проезд в Центральном районе Санкт-Петербурга. Проходит от реки Мойки до набережной канала Грибоедова. На север продолжается 2-м Садовым мостом через реку Мойку, на запад — Ново-Конюшенным мостом через канал Грибоедова. Имеет Г-образную форму.

## История
В 1933 году здесь, через западную часть Михайловского сада, проложили трамвайные пути. Трамвайная линия включила в себя деревянный трамвайный мост через Мойку (в 1957 году он получил имя 2-й Садовый). В 1967 году мост заменили новым — железобетонным, рассчитанным не только на трамвай, но также на автомобильное движение. Тогда же на участке от 2-го Садового моста до канала Грибоедова сделали асфальтированные проезжую часть и тротуары.
В 1998 году было ликвидировано оборотное трамвайное кольцо на Конюшенной площади, тогда же сняли пути с 2-го Садового моста. На площади, Ново-Конюшенном мосту и в проезде пути были демонтированы в июле 2012 года.

## История названия
Проезд долгое время оставался безымянным. Иногда в технической документации проезд именовался Михайловским (по Михайловскому саду), но официально такой топоним не существовал. Топонимическая комиссия Санкт-Петербурга рассматривала обращение о присвоении проезду наименования переулок Баженова — в честь архитектора В. И. Баженова, автора проекта близлежащего Михайловского замка, но этот вариант не был принят.
В итоге проезд получил свое название в память о Царицынской улице (такое название до 1940 года носил проезд по западному краю Марсова поля), а также о первом историческом названии Марсова поля — Царицын луг. Официально название было присвоено проезду 31 января 2017 года.

## Достопримечательности

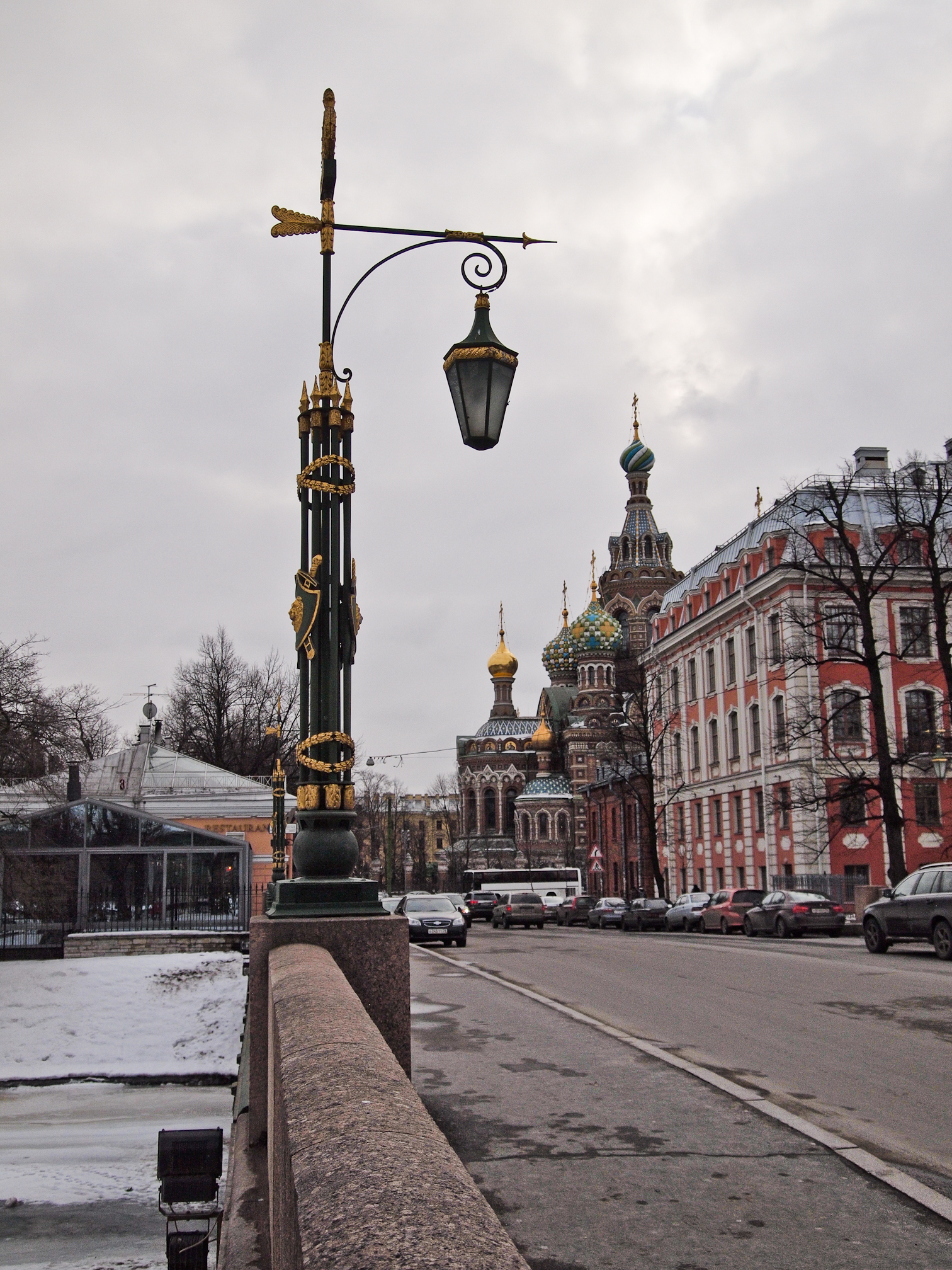
Вид от 2-го Садового моста

Царицынский проезд находится в историческом центре Санкт-Петербурга, где сосредоточено множество памятников истории и архитектуры.
 Здания и сооружения, находящиеся непосредственно в проезде (нумерация домов по проезду отсутствует, все здания имеют адрес по набережной канала Грибоедова):
- 2-й Садовый мост
- Школа народного искусства. Построена в 1914—1915 годах в стиле петровского барокко по проекту архитекторов И. Ф. Безпалова (автор-строитель) и Н. Е. Лансере (проект фасадов). В 2004 году произведена реставрация и реконструкция здания.
- Михайловский сад
- Собор Воскресения Христова («Спас на крови»)
- Часовня-ризница Иверской иконы Божией Матери
- Ново-Конюшенный мост

Также вблизи проезда находятся:
- Тройной мост
- Спасо-Конюшенная церковь
- Марсово поле
- Михайловский замок
- Летний сад
- Государственный Русский музей

## Транспорт
С 1998 года движение общественного транспорта по Царицынскому проезду не осуществляется. Ближайшая станция метрополитена (600 м) — «Гостиный двор» (выход на канал Грибоедова).